# Van Knobelsdorffplein
Het Van Knobelsdorffplein is een voormalig plein in het centrum van de Friese plaats Drachten.

## Geschiedenis
Het plein werd aangelegd in het begin van de jaren 70 en is vernoemd naar de in 1962 tot burgemeester van Smallingerland benoemde Willem Ernest van Knobelsdorff. Hij was sinds 1973 Officier in de Orde van Oranje-Nassau en kwam in 1975 om bij een auto-ongeluk.
In de jaren 80 begon de gemeente systematisch allerlei lege plekken in het centrum in te vullen met bebouwing om te bereiken dat het centrum met zijn vele winkels 's avonds geen uitgestorven indruk meer zou maken. Zodoende kwamen op het Van Knobelsdorffplein centrale voorzieningen als de openbare bibliotheek, dienstencentrum voor ouderen 'De Holdert',  busstation Van Knobelsdorffplein  gelegen onder een parkeergarage en veel (deels aangepaste) woningbouw. Hiermee raakte Drachten een groot deel van zijn dorpse uitstraling kwijt.

## Busstation

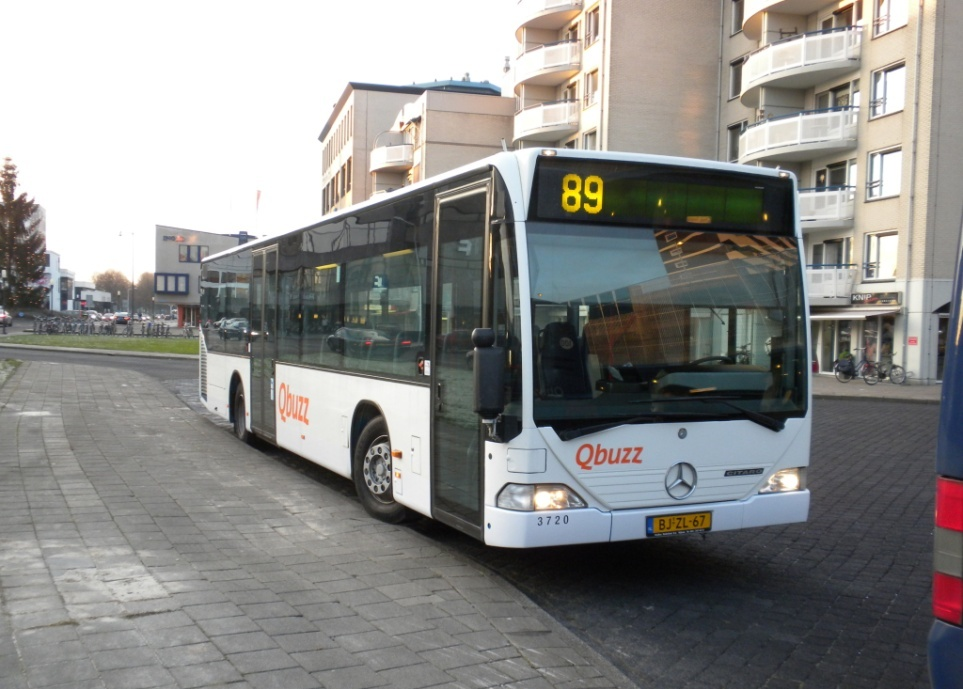
Busstation Van Knobelsdorffplein (2009)

Tot eind 2009 vertrokken alle bussen in Drachten vanaf het Noorderbusstation. Vanaf dat moment diende het Van Knobelsdorffplein als centraal busstation.
De functie van het busstation op het Van Knobelsdorffplein veranderde door de komst van Drachten Transferium Oost,  een transferium bij Drachten-Oost. Hierdoor waren er minder halteperrons op het Van Knobelsdorffplein nodig. Eind 2015 presenteerde de gemeente Smallingerland plannen voor de herinrichting van het busstation, aanpassing van de Berglaan en het opknappen van de parkeergarage. Het plan omvatte ook een goede verbinding van het busstation met het centrumgebied zodat mensen die met het openbaar vervoer komen, via een aantrekkelijke route richting het centrum kunnen lopen. De overstapfunctie blijft voor een aantal lijnen, maar de schaftmogelijkheid van de buschauffeurs en de busbufferzone werden verplaatst naar het nieuwe transferium.
De herinrichting van het busstation en de aanpassing van de Berglaan werden in 2017 afgerond.

## Dynamische Werking

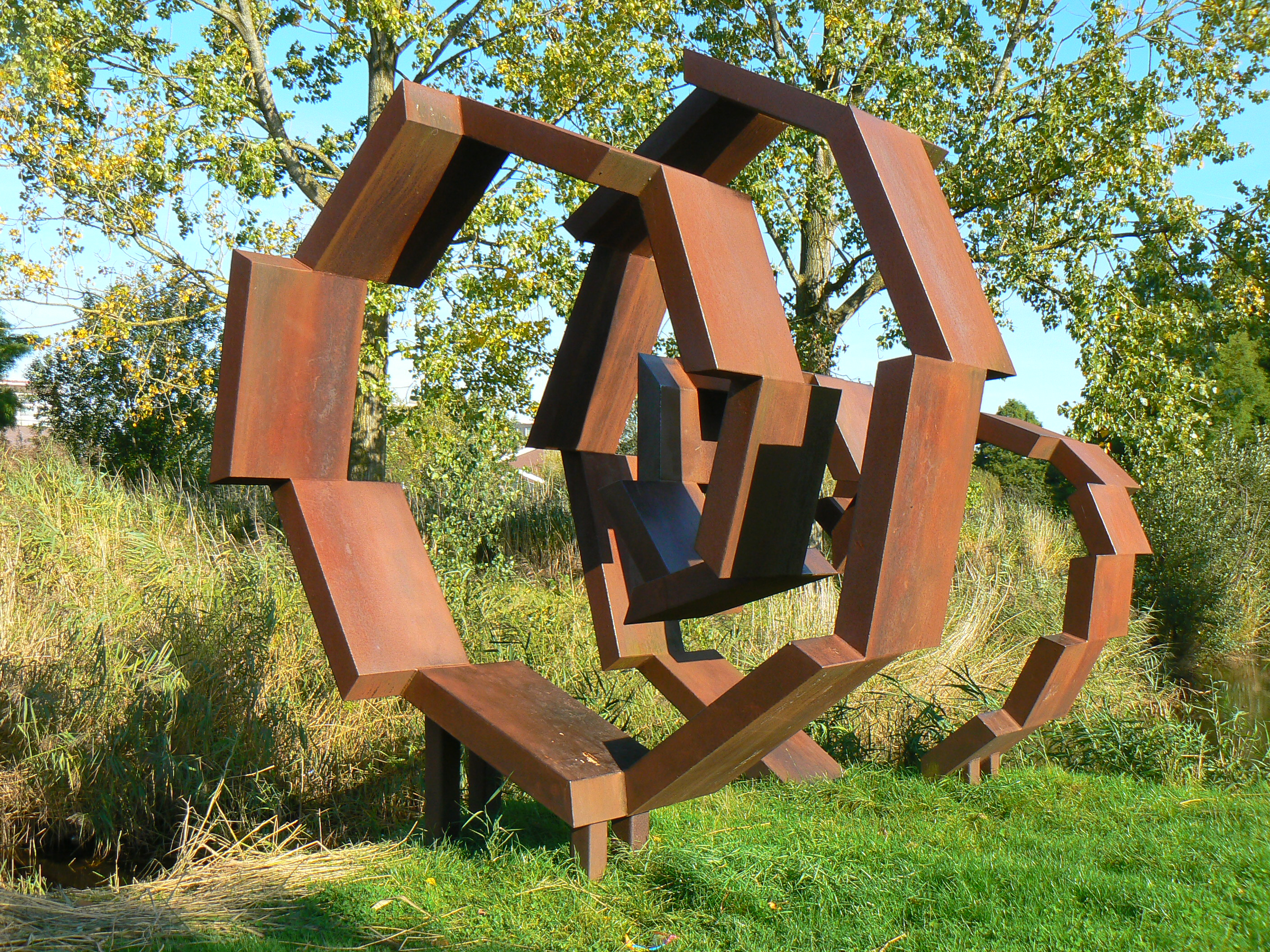
Kunstwerk 'Dynamische Werking' (1972) van Leo Schatz (2010, op nieuwe plek)

Op het Van Knobelsdorffplein stond een kunstwerk genaamd 'Dynamische Werking' uit 1972, gemaakt door de kunstenaar Leo Schatz. Het moest de dynamische naoorlogse groei van Drachten uitbeelden en vormde zo ook een eerbetoon aan burgemeester Van Knobelsdorff die in de jaren zestig een grote rol speelde in de economische en culturele ontwikkeling van Drachten. Een vernieuwingsdrift die overigens niet iedereen kon waarderen. Het kunstwerk is opgebouwd uit rechthoeken die in een spiraalvorm een dynamische beweging suggereren. Het kunstwerk staat in de 21e eeuw in 'Parkwijck De Singels' aan de Reidingweg, hoek Fabriciuslaan.